# Ângulo pontocerebelar
O ângulo pontocerebelar (em latim: angulus cerebellopontinus) se situa entre o cerebelo e a ponte e é onde se localiza a cisterna do ângulo pontocerebelar. As lesões neurológicas que se desenvolvem nesta região incorrem na síndrome do ângulo pontocerebelar.

## Estrutura
O ângulo pontocerebelar é formado pela fissura pontocerebelar. Esta fissura se forma quando o cerebelo se dobra sobre a ponte e cria um ângulo bem definido. O ângulo formado, por sua vez, dá origem a uma cisterna subaracnoide, a cisterna do ângulo pontocerebelar. A pia-máter prossegue pelo contorno da fissura e a membrana aracnoide se continua através da fenda, formando uma dilatação do espaço subaracnóideo, a cisterna do ângulo pontocerebelar.
A artéria cerebelar inferior anterior é o principal vaso do ângulo pontocerebelar. Nesta região, também se encontram dois nervos cranianos (o nervo vestibulococlear e o nervo facial), o flóculo cerebelar e o recesso lateral do quarto ventrículo.

## Relevância clínica
Há tumores que podem se desenvolver no ângulo pontocerebelar. Quatro de cada cinco destes tumores são Schwannomas vestibulares (também conhecidos como neuromas acústicos).
Os outros tipos de tumores encontrados são:
- cisto aracnoide
- tumor do nervo facial
- lipoma
- meningioma
- Schwannomas de outros nervos cranianos (por exemplo, os 5º, 7º, 9º, 10º e 11º pares)
- metástases
- cisto epidermoide intracraniano